# Herdmaniopsis abyssicola
Herdmaniopsis abyssicola är en kräftdjursart som beskrevs av Brodskaya 1963. Herdmaniopsis abyssicola ingår i släktet Herdmaniopsis och familjen Cerviniidae. Inga underarter finns listade i Catalogue of Life.